# BigQuery
BigQuery è un servizio Web RESTful che permette un'analisi interattiva di grandi set di dati che lavora insieme a Google Storage. È una Infrastruttura come servizio (IaaS) che può essere usata complementariamente con MapReduce.
Dopo un breve periodo di prova nel 2010, BigQuery fu disponibile dal novembre 2011 alla conferenza Google Atmosphere. Nel 2014, MapR introdusse il progetto Apache Drill, che aveva come scopo risolvere problemi similari. Nell'aprile del 2016, gli utenti europei del servizio hanno avuto un disservizio di 12 ore. Nel maggio 2016 viene annunciato il supporto per Google Sheets.

## Caratteristiche
- Gestione dati - creare e cancellare tabelle basate su uno schema JSON, importare dati codificati come CSV o JSON da Google Storage.
- Query - le query sono espresse in un dialetto SQL ed i risultati sono restituiti in JSON con una lunghezza massima delle risposte di 128MB[1]. BigQuery supporta le join ma una delle due tabelle sotto operazione di Join non deve essere eccessivamente grande in alternativa va usata la parola chiave JOIN EACH
- Integrazione - BigQuery può essere usato da Google Apps Script, Google Spreadsheets, o da qualsiasi linguaggio che può lavorare con le sue REST API.
- Controllo degli accessi - è possibile condividere dataset arbitrariamente con singoli utenti, gruppi o accessibili a tutti.